# Dipsacaster borealis
Dipsacaster borealis är en sjöstjärneart som beskrevs av Fisher 1910. Dipsacaster borealis ingår i släktet Dipsacaster och familjen kamsjöstjärnor. Inga underarter finns listade i Catalogue of Life.